# 庄司悟のアサイチBANG!
庄司悟のアサイチBANG!（しょうじさとるのあさいちばん）は、fm osakaで2006年4月1日から2007年7月31日まで放送されていたラジオ番組。

## 概要
早朝ワイド番組『HOME MADE MORNING』（5:00 - 6:40）の後番組として放送開始。タイトルの由来は同局で平日の朝一番（アサイチバン）に放送されることから。放送時間は、月-金　5:00-6:55。
DJは庄司悟。2007年7月2日と3日は庄司の休暇により井上麻子、4日はアイクル、5日と6日は大塚由美が代打を担当した。
2007年4月からはSKY大阪ローカル枠（7:30 - 8:00）と連動され、庄司悟のアサニBANG!という愛称が付いた（後述）。

## 終了時点でのタイムテーブル
- 5:50頃-ザ・テレビニャン
- 6:00頃-アサイチロックンロール
- 6:40-コスモアースコンシャスアクト ずっと地球で暮らそう。-fm osakaからのリポートの際はネット終了後にリポーターが再登場する。
- 6:50頃-エンディング
- 6:53頃-ヘッドラインニュース

## 主なコーナー
今朝の特打ち
特定のアーティストの曲を3曲続けて流す。これは『朝練5』（前述）にもあったコーナー。同局でもネットされている「JET STREAM」のサウンドグラフィティに似ている。
おはようメッセージ
アーティストからのコメントを流す。
ザ・テレビニャン
庄司がよっさん（テレビニャンの時だけ登場）とその日に放送されるテレビ番組について語る。2007年3月以前のコーナー開始時間は6:30頃だった。

## 庄司悟のアサニBANG!
2007年4月に放送開始。放送時間は7:30-8:00。『SKY』の大阪ローカル時間帯であり、それまでは大塚由美と下埜正太が担当していた（SKY (fm osaka)）が、後枠番組『もぐもぐ』終了に伴い降板。庄司がアサイチBANG!に引き続いて出演するようになった。

### タイムテーブル
- なつかしいのをききたいなー

懐かしい曲のリクエストに応えるコーナー。流れる曲のリリース年に決まりはなく、投稿者が懐かしいと思えばそれで良い（2003年の曲が流れたこともある）。
- 7:38頃 トラフィック・リポート（金曜のみ大阪トヨタ自動車提供）
- 7:45頃 コジマ・キャッチ・ザ・ワールド（TFMでも同名のコーナーがあるが内容は別、企画ネット番組）
  - インターネットのおすすめサイトを紹介している。金曜のみ通常のコジマのCMではなく庄司がお知らせを読み上げている。
- 7:54 ヘッドラインニュース（拓伸提供）
- 7:58 トラフィック・リポート（日刊スポーツ提供）

## 早朝ワイドから撤退、その後
『アサイチBANG!』『アサニBANG!』共々2007年7月31日をもって終了し、翌8月1日より、5:00 - 7:30と8:00 - 8:20は東京から『SKY』（一部大阪ローカルに差し替え）、7:30 - 8:00は大塚由美による『SKY from OSAKA』を開始。7時台のコーナーはおおむね引き継がれた。
同時期に、土曜『ONE DAY PASTIME』および日曜『Bling Bling Sunday』も終了し、『SATURDAY ON THE WAY』と『梶原しげるのNEXT ONE』のネットがそれぞれ始まり、早朝の自社制作番組はすべてネット番組に切り替えられた（後に、土曜日は2009年4月に自社制作生放送番組を再開、日曜日は箱番組（録音）での自社制作を復活させている）。
平日は、実質的な後継ぎ番組である『PEACE!』（6:00 - 11:00）を2009年に開始し、その後も早朝の自社制作枠は進出・撤退を繰り返したが、2025年1月現在は月曜 - 木曜5:00 - 6:55に『アサトク』（2024年9月30日放送開始）を、金曜6:00 - 11:00に『Hug+』（現在の放送枠は2024年4月5日から）を放送中。